# Jean-Louis Ducruet
Jean-Louis Marie Eugène Ducruet, né le 15 juillet  1921 à Salins-les-Bains et mort le 19 septembre 2000 à Dijon, est un architecte  français qui a bâti essentiellement à Dijon .

## Biographie
Jean-Louis Marie Eugène Ducruet est un architecte dijonnais de la deuxième moitié du XXe siècle, né à Salins-les-Bains le 15 juillet  1921. Il entrera à l'école régionale d’architecture de Lyon en 1942 puis sera l'élève d'Otello Zavaroni entre le 8 octobre 1945 et  29 juin 1949. Il devient membre de la  Société des architectes diplômés du gouvernement (SADG) en 1960. Son œuvre majeure est la réhabilitation du quartier du Petit Cîteaux, profondément remanié entre 1979 et 1985.

## Œuvres

### Dijon
- Immeuble Résidence Sambin, situé aux 13-15 rue Sambin et 66 rue Devosge, en 1963[4].
- Immeuble Les Roses, situé aux 6-8-10-12 rue Henry Chambellan, entre 1964 et 1968[5].
- Extension de la maison située au 20 cours Général-de-Gaulle, en 1967[6].
- Banque Crédit Lyonnais, situé au 6 Rue de la Liberté, plans dressés en 1965 et construit en 1972[7].
- Rénovation du Crédit municipal, situé au 26 rue de Mulhouse, en 1973[8].
- Immeuble à logements situé aux 20-22 rue Audra, en 1973[9].
- Immeuble GRAMA, situé au 15 place Grangier et 5-9 rue Mably, en 1975[10].
- Immeuble Résidence Le Clemenceau avec les architectes Gilles Lescure et René Lanz-Créange, situé aux 15 bis, 17-19-21 boulevard Georges-Clemenceau et 34-36-38 rue Louis-Blanc, entre 1978 et 1979[11].
- Immeuble Résidence Louis-Blanc, situé au 42 rue Louis-Blanc en 1979[12].
- École nationale des greffes, (actuels bâtiments C, D, et E) avec le cabinet parisien AMNR, situé au 5 boulevard de la Marne, entre 1979 et 1981[13].
- Immeuble Cardinal de Givry avec l'architecte René Lanz-Créange, situé aux 7-9 boulevard Georges-Clemenceau et 6-8-10 rue Philibert Papillon, entre 1980 et 1892[14].
- Immeuble les Terrasses Le Nôtre, situé aux 1 ter et 3 cours Général-de-Gaulle, entre 1983 et 1986 [15].
- Réhabilitation du quartier du Petit Cîteaux, entre 1979 et 1985[16].
- Immeuble Résidence Le Castel, situé aux 2 rue Daubenton, 1-3 boulevard du Castel en 1985[17].
- Immeuble Le Claridge avec l'architecte Paul Vernay, situé aux 11-13 place Auguste-Dubois et 16-18-20-22-24-26 avenue de la Première-Armée-Française entre 1985 et 1987[18].
- Direction des Services Fiscaux de la Côte-d'Or et siège de SEGER Promoteur, avec l'architecte Paul Vernay, situé aux 16-18 boulevard de Brosses, 7-9 rue du Temple, 3-5 rue Michel-Servet et 16 rue Jean-Renaud entre 1986 et 1991[19].

## Galerie

### Dijon

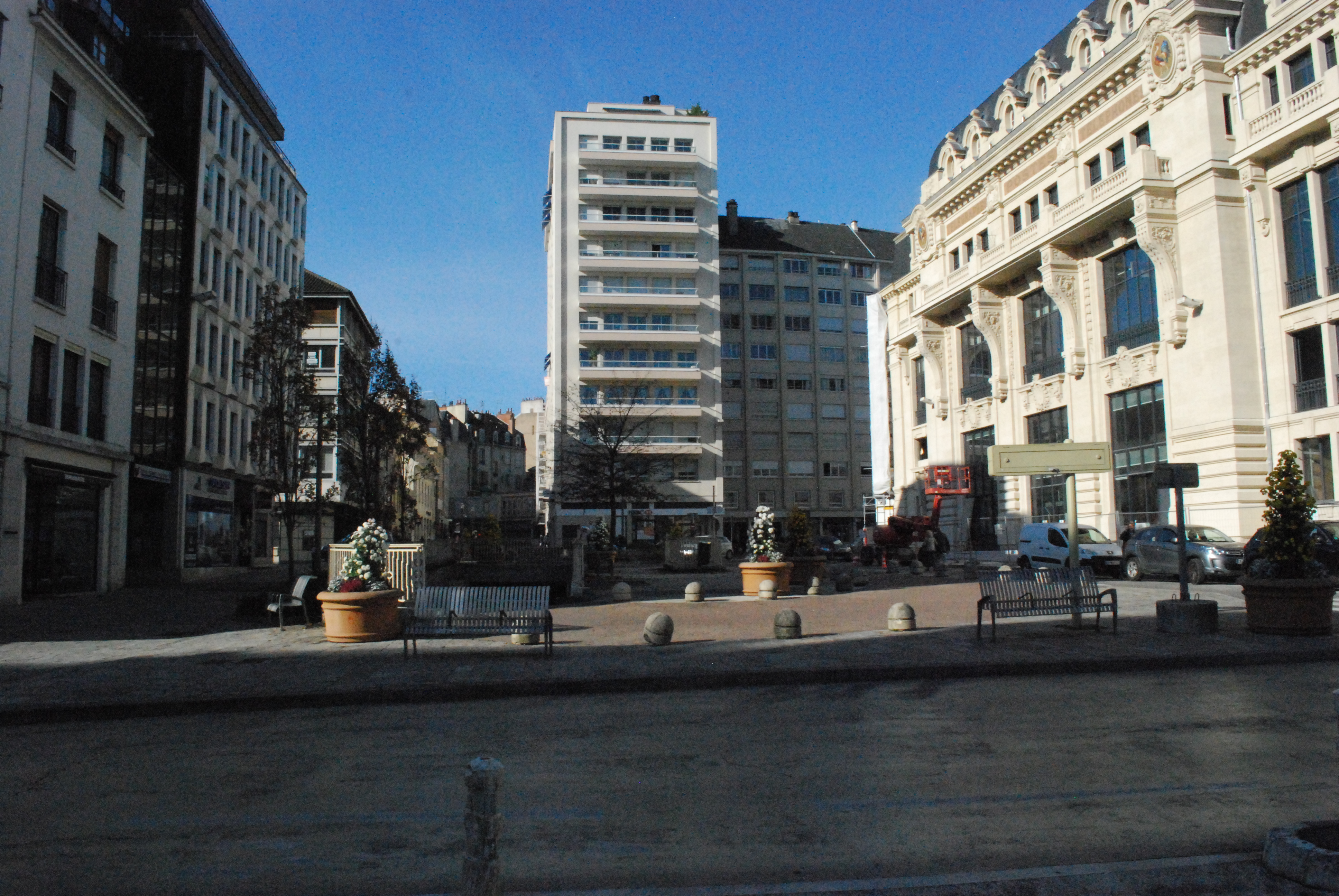
Immeuble GRAMA, place Grangier en face de l'Hôtel des Postes.
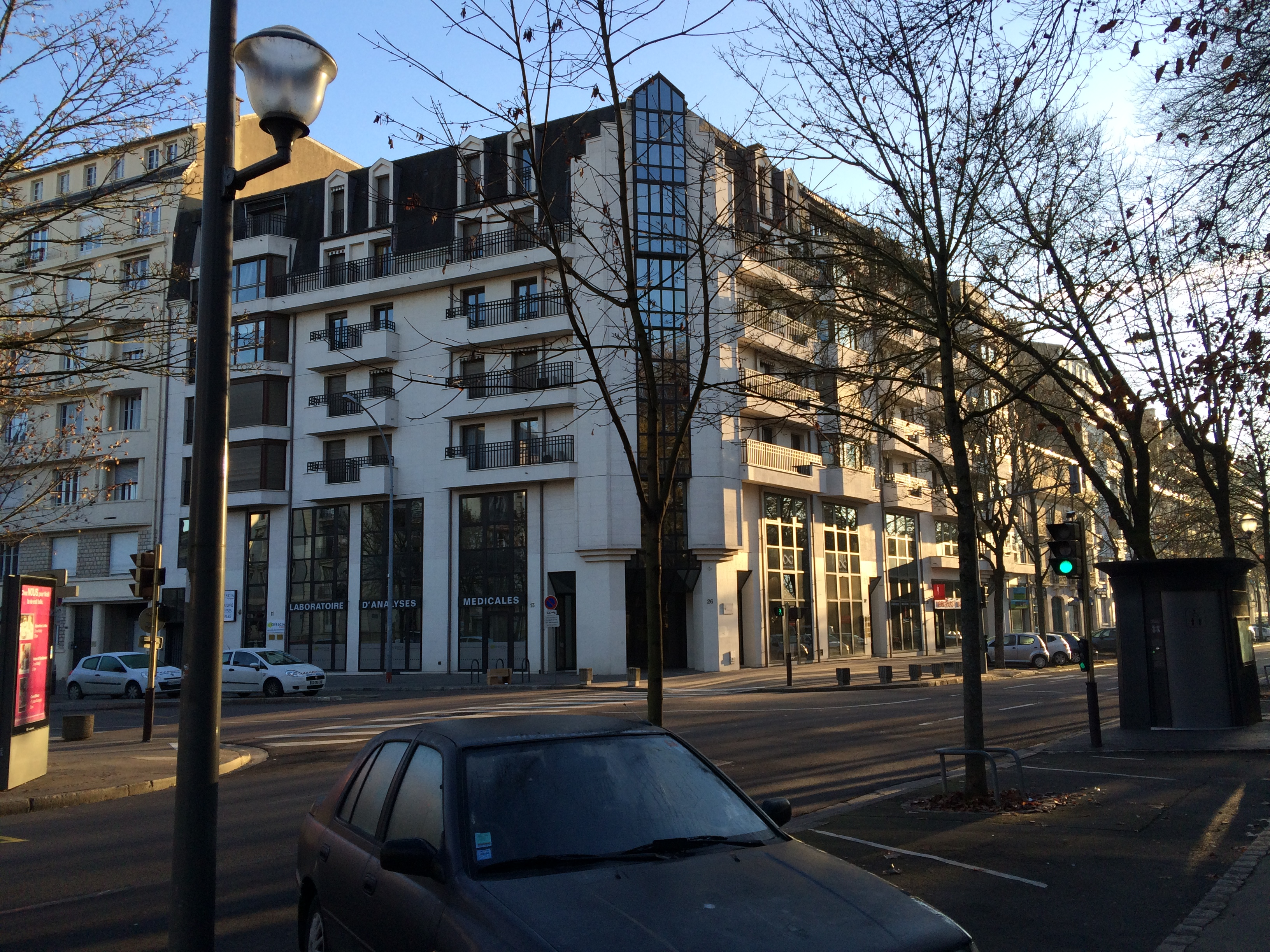
Immeuble Le Claridge
École nationale des greffes